# Penny Flame
Penny Flame (Aurora, Colorado; 22 de febrero de 1983) es una modelo, directora de cine y exactriz pornográfica estadounidense. Ha rodado cerca de 600 películas y tiene 6 Premios AVN en su haber. A partir de 2009, alejada ya del cine porno ha participado en varios programas de telerrealidad emitidos por la televisión norteamericana. En ellos utiliza el nombre de Jennifer Ketcham, su nombre real.

## Biografía
Nacida en el estado de Colorado, Penny crece en San Francisco.
En 2002 decide entrar en el mundo del porno. Aunque debuta bajo el nombre de Penny Lane en Sex Addicts 1 no tarda en adoptar el de Penny Flame : una combinación entre la canción de los Beatles titulada Penny Lane y su gran afición a fumar. Inicialmente rueda principalmente escenas lésbicas. A partir de 2005 empieza a rodar escenas heterosexuales de forma más habitual aunque no descuida su faceta lésbica. Ese mismo año, la película Darkside (con la que lograría dos Premios AVN) la lanza definitivamente al estrellato.
Desde entonces la actriz ha rodado para las principales productoras norteamericanas, siendo Shane's World la más habitual. Además es frecuente verla en videos de la productora Naughty America.
En 2008, Vivid le encarga ponerse al frente de Vivid Ed, una nueva línea de títulos de corte didáctico. Penny Flame's Expert Guide to Hand Jobs for Men and Women es el primer título de la colección.
En abril de 2009 inició una terapia para curar su adicción al sexo interrumpiendo con ello su carrera. Para ello ingresó en el Pasadena Recovery Center tomando parte de Sex Rehab with Dr. Drew un programa de telerrealidad de la cadena VH1 donde personajes famosos tratan de superar ante la cámara su adicción al sexo. Ya en marzo de 2010 participó en la segunda temporada de Celebrity Rehab Presents Sober House spin off del anterior programa y en el que se muestra la evolución de los pacientes ya rehabilitados.
Es una defensora de la legalización del uso de la marihuana.

## Premios
- 2005 Premio AVN a la mejor escena de masturbación por Repo Girl[7]
- 2006 Premio AVN a la mejor escena en pareja por Darkside (con Herschel Savage)[8]
- 2006 Premio AVN a la Mejor escena de sexo en grupo por Darkside (con Alicia Alighatti, Dillan Lauren, Hillary Scott, Randy Spears & John West)[8]
- 2008 Premio AVN a la Mejor actriz por Layout[9]
- 2008 Premio AVN Mejor escena en pareja por Layout (con Tom Byron)[9]
- 2008 F.A.M.E. Awards a la Mejor actriz del año realizando sexo oral[10]
- 2010 Premio AVN Mejor actriz de reparto por Throat: A Cautionary Tale[11]